# IWeb
IWeb (vormgegeven als iWeb) was een wysiwyg computerprogramma voor Apple-computers met Mac OS X. Met iWeb konden gebruikers snel en gemakkelijk een website maken. Het programma kende echter ook tekortkomingen: vooral geavanceerde functies ontbraken. Er bestonden wel heel wat mogelijkheden om via HTML-snippets extra code toe te voegen zodat de website over uitgebreidere functionaliteiten kon beschikken. Daarnaast bestonden er ook externe tools (bv. SEO-Tool) die de iWeb-site achteraf nog voorzien van extra functionaliteiten (die m.a.w. de door iWeb gegenereerde HTML-code verder aanpassen).
IWeb maakte deel uit van het iLife-pakket. IWeb was niet los verkrijgbaar en was alleen in iLife terug te vinden.
IWeb heeft net als iDVD sinds iLife '09 geen veranderingen meer gekregen. IWeb was in eerste instantie bedoeld als een tool voor gebruikers van MobileMe, dat in juni 2012 definitief vervangen werd door iCloud. Sindsdien is ook iWeb niet meer verkrijgbaar.
De andere componenten van iLife, te weten iPhoto, iMovie en GarageBand zijn in iLife '11 vernieuwd en sinds 6 januari 2011 terug te vinden in de Mac App Store op Mac OS X 10.6.6 of hoger.
IWeb 3.04 was de hoogste versie en functioneert onder OS X 10.7 Lion. Oudere versies (tot en met 2.04) functioneren niet onder Lion.